# مودغان (مقاطعة فومن)
مودغان (بالفارسية: مودگان) هي قرية تقع في غيلان في إيران. يقدر عدد سكانها بـ 331 نسمة بحسب إحصاء 2016.